# Johan Fredrick Salborg
Johan Fredrick Salborg, född cirka 1725, död 13 augusti 1798, var en svensk möbelsnickare.
Johan Fredrick Salborg var ämbetsmästare i Stockholm 28 september 1757–1795. Han var lärling till Erik Bergström 21 januari 1743–10 oktober 1745. Han var lådgesäll 1756. Salborg gifte sig med Anna Maria Roos (död 7 maj 1798), dotter till ämbetsmästaren Mathias Roos (1713–1774).
Hans mästerstycke var ett valnötsskåp med runda hörn. Under sin verksamhet hade Salborg 39 lärlingar inskrivna, varav 19 blev gesäller. Av dessa blev två sedermera ämbetsmästare, Carl Gustaf Björklund 1778 och Anders Torssén 1781.
Några skåp och en del byråar finns bland de signerade möbler av Salborg som är kända. Ett skåp som står i Stenbockska palatset på Riddarholmen anses vara Salborgs mästerstycke. Han hade troligen en stor verkstad. Han drev sin verkstad i 38 år. Hans rokokobyråar kännetecknas av Lambrekängformer vid nedre frontlinjen. Lambrekängen var en slags kantbård. Ursprungligen var en lambrekäng ett hjälmkläde. Verkstaden, som Salborg drev, var troligen också engagerad med fasta inredningsarbeten.